# Gemeentelijke herindelingsverkiezingen in Nederland 1973
Gemeentelijke herindelingsverkiezingen in Nederland 1973 geeft informatie over tussentijdse verkiezingen voor een gemeenteraad in Nederland die gehouden werden in 1973.
De verkiezingen werden gehouden in tien gemeenten die betrokken waren bij een herindelingsoperatie die op 1 januari 1974 is doorgevoerd.

## Verkiezingen op 17 oktober 1973
- de gemeenten Assendelft, Koog aan de Zaan, Krommenie, Westzaan, Wormerveer, Zaandam en Zaandijk: samenvoeging tot een nieuwe gemeente Zaanstad.[1]

## Verkiezingen op 21 november 1973
- de gemeenten Amersfoort, Bunschoten en Hoogland: opheffing van Hoogland en verdeling van het grondgebied over Amersfoort en Bunschoten.[2]

Door deze herindelingen daalde het aantal gemeenten in Nederland per 1 januari 1974 van 850 naar 843.
In deze gemeenten zijn de reguliere gemeenteraadsverkiezingen van 29 mei 1974 niet gehouden.